# 艾達·麥克林
艾達·斯邁德利·麥克林（英語：Ida Smedley Maclean，1877年6月14日—1944年3月2日）是一名英國生物化學家，也是首位被倫敦化學學會錄取的女性。

## 早年生活和教育
艾達出生於伯明罕，父親威廉·斯邁德利（William Smedley）是一名商人，母親是安妮·伊麗莎白·達克沃斯（Annie Elizabeth Duckworth）。她九歲之前在家中接受母親的教育，生活在一個 「有教養和進步的家庭」中。1886年至1896年，她就讀於愛德華六世國王女子中學，並獲得獎學金，開始在劍橋大學紐納姆學院學習。在大學的自然科學三科考試中，她的化學和生理學第一部分獲得一等，第二部分獲得二等。1901年，她獲得巴瑟斯特獎學金，在休學兩年後，她先後在倫敦中央技術學院和英國皇家學會大衛·法拉第研究實驗室 （页面存档备份，存于）從事研究生研究。1905年，倫敦大學授予她理學博士學位。

## 學術生涯
1906年，麥克林成為曼徹斯特大學化學系的助理講師，也是該系的第一位女性教職員。她在那裡任教到1910年，同時也擔任女學生實驗室的演示員，並研究有機化合物的光學性質。1910年，在首批貝特獎學金的支持下，她開始在李斯特預防醫學研究所從事生物化學研究，並因其研究獲得美國大學婦女協會的埃倫·理查茲獎。1913年3月28日，她與李斯特學院的同事休·麥克林（Hugh Maclean）結婚，育有一子一女。第一次世界大戰期間，她在英國海軍部從事毒氣戰和透過發酵大規模生產丙酮等領域的工作。
1920年至1941年間，麥克林在《生物化學雜誌》上發表了約30篇論文，其中許多是她與他人合作完成的，內容涉及她特別感興趣的問題，即脂肪酸在動物體內的作用以及從碳水化合物中合成脂肪。1927年，她與休合著《脂蛋白》（The Lipins）一書的第二版。1943年，她的專題論文《脂肪的新陳代謝》（The Metabolism of Fat）在梅休因出版社的《生化主題專題》（Monographs on Biochemical Subjects）系列中首次出版。

## 婦女權利
麥克林努力提高女性在大學中的地位，是1907年英國大學婦女聯合會的創始人之一。1918年，她成為英國皇家化學學會的研究員。1920年，她又成為第一位正式加入倫敦化學學會的女性。1931年至1934年，她擔任倫敦化學學會理事會成員；1929年至1935年，她擔任英國大學婦女聯合會主席。1941年至1944年，她是劍橋大學婦女任命委員會成員。

## 逝世
1944年3月2日，她在倫敦大學學院醫院逝世，享年66歲。

## 外部連結
- . （原始内容存档于9 August 2020）.